# Māh Kārīz
Māh Kārīz (persiska: ماه کاریز) är en ort i Iran.   Den ligger i provinsen Khorasan, i den nordöstra delen av landet, 700 km öster om huvudstaden Teheran. Māh Kārīz ligger 1 525 meter över havet och antalet invånare är 154.
Terrängen runt Māh Kārīz är kuperad söderut, men norrut är den platt.Runt Māh Kārīz är det ganska glesbefolkat, med 42 invånare per kvadratkilometer. Närmaste större samhälle är Farhādgerd, 17,0 km öster om Māh Kārīz. Trakten runt Māh Kārīz består i huvudsak av gräsmarker.